# ミイラの復活
『ミイラの復活』（ミイラのふっかつ、The Mummy's Hand）は、1940年に公開されたアメリカ合衆国のホラー映画。ザ マミーシリーズの2作目であり、『ミイラ再生』（1932年）の続編とされるが、前作のストーリーもキャラクターも（ファラオを除いて）引き継いでいない。カリスと名付けられたミイラ男はこの作品から登場し、以後、『ミイラの墓場』（1942年）、『執念のミイラ』『ミイラの呪い』（ともに1944年）とシリーズ化する（話もつながっている）。この映画ではトム・タイラーがカリスを演じているが、残りの3作品ではロン・チェイニー・ジュニアが演じた。

## あらすじ
博物館をクビになってエジプトにやってきたアメリカ人考古学者スティーブ・バニングと友人ベーブは市場で欠けた花瓶を見つける。その花瓶には未発見のアナンカ王女の墓を示す地図が書かれていて、もしそれが見つかれば大発見となる。知り合いのペトリー博士を通じて、カイロ博物館長のアンドヘブ教授に花瓶を見せるが、教授は偽物だと相手にしない。実はアンドヘブはアナンカ王女の墓を守るカルナック神殿の大神官の息子で墓を秘匿するのが使命だった。それでもバニングは諦めず、スポンサーを探し、興行中の奇術師グレート・ソルバニの援助を取り付ける。
アンドヘブの妨害もあったが、バニング、ベーブ、パトリー博士、ソルナビとその娘マルタはついにそれらしき墓を発見。封印を解き、中に入るが、棺の中に眠っていたのは男のミイラだった。
そのミイラはカリス。三千年前、死んだアナンカ王女を生き返らせようとした罪で、舌を切られ、生きたままミイラにされた王子だった。
アンドヘブはタナ茶でカリスを復活させる。カリスはペトリー博士、人夫頭のアリを殺害。さらにソルバニを襲い、マルタを抱いて逃げる。
追いかけるバニングとベーブは墓の奥にアナンカ王女の墓を発見。アンドヘブとカリスを倒し、財宝を手に入れる。

## キャスト
- スティーブ・バニング：ディック・フォーラン（英語版）
- マルタ・ソルバニ：ペギー・モーラン（英語版）
- ベーブ・ジョンソン：ウォーレス・フォード（英語版）
- 大神官：エドュアルド・シャネリ（英語版）
- アンドヘブ教授：ジョージ・ズッコ（英語版）
- グレート・ソルバニ：セシル・ケラウェイ
- ペトリー博士：チャールズ・トロウブリッジ（英語版）
- カリス：トム・タイラー（英語版）
- 物乞い：シグ・アルノ（英語版）